# Palestina en los Juegos Paralímpicos de Pekín 2008
Palestina estuvo representada en los Juegos Paralímpicos de Pekín 2008 por dos deportistas masculinos. El equipo paralímpico palestino no obtuvo ninguna medalla en estos Juegos.